# アサルト・スカウター
アサルト・スカウターとは、『第3次スーパーロボット大戦α』に登場する、バンプレストオリジナルの架空のリアルロボットである。

## 概要
セレーナ・レシタールの所属する特殊部隊「チーム・ジェルバ」が所有する機動兵器。連邦軍で制式採用されずに終わった所を、チーム・ジェルバが裏取引などによって入手したものであるらしい。
元々は強襲偵察用として開発されたものであるが、戦闘にも対応できるように大幅な改良が施されている。レーダーに一切反応させない特殊ステルスシステム「プリズム・ファントム」が最大の特徴。

## 採用技術

### プリズム・ファントム
ソレアレスとアレグリアスに装備された特殊装備。光学迷彩の一種で、機体を完全に透明化させる。また、視覚だけでなく赤外線やレーダー等からも完全に姿を眩ませることが可能である。

## ASソレアレス
地球連邦軍に制式採用されなかった機体をセレーナがカスタムしたもの。利便性を考慮し、各パーツは様々な量産機体の物がそのまま使用出来るようになっている。本来はダッシュ力を活かした敵陣突破が目的の機体だが、様々な改造が加えられた結果、戦闘用の機体と遜色ない攻撃力を持っている。この機体独自の特殊システムである、プリズム・ファントムを装備し、敵機を幻惑することが可能。スペクトラとの戦いで大破し、アレグリアスに改造されることになる。
名前の由来はフラメンコの曲名から。
デザイン
赤を基調とし、忍装束をイメージしたデザイン。

## ASアレグリアス
大破したソレアレスに、同じく大破していたベガリオンのウェポン・コンテナとツイン・テスラ・ドライブを移植。それに加え、ヴィレッタによって提供された、開発が中断されていたヒュッケバインMk-III用のアーマードモジュール「サーバント（遠隔操作による攻撃が可能な一種の無人子機）」の設計思想を加えた改造機。ソレアレスに比べダッシュ力がアップしており、またサーバント自体をプリズム・ファントムを応用したと見られる幻像で擬態。これをエルマがコントロールすることで、敵を幻惑しつつ立体的な戦法を取ることが可能となり、ソレアレスよりも大幅に戦闘力がアップした。
アレグリアスの名付け親はエルマ。意味はフラメンコの曲名から。
デザイン
基本的なシルエットはソレアレスと変わり無いが、肩に二つずつ実体刃（サーバント・スラッガーに用いる）を装備し、カメラアイも機体各所に増設された。